# 砂糖

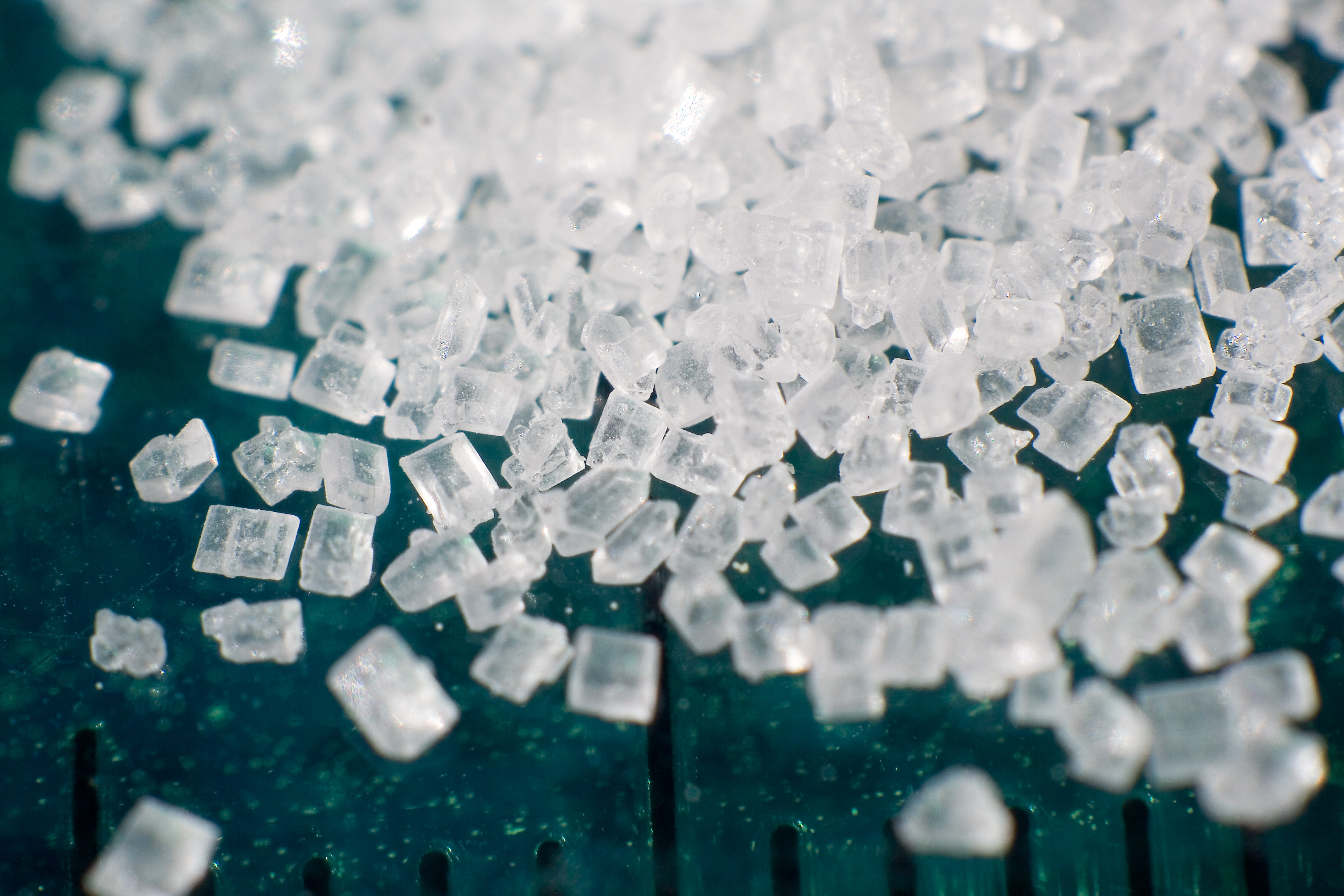
砂糖の結晶

グルコース (左) とフルクトース (右)の二糖類であるスクロース（ショ糖）
単糖類：フルクトース（果糖）、グルコース（ブドウ糖）、ガラクトース（脳糖）
二糖類：スクロース（ショ糖）、マルトース（麦芽糖）、ラクトース（乳糖）
ショ糖を酵素的に分解してできる果糖とブドウ糖の混合物（転化糖）は、砂糖より甘みの強い甘味料として使われる

砂糖（さとう、英語: Sugar、ドイツ語: Zucker）は、甘みを持つ調味料（甘味料）である。物質としては糖の結晶で、一般に多用される白砂糖の主成分はスクロース（Sucrose、ショ糖）と呼ばれ、これはブドウ糖と果糖の化合物である。原料はサトウキビやテンサイである。
砂糖の歴史は古く、その発明は2500年前と考えられている。サトウキビを原料とした砂糖の生産はインドからイスラム圏とヨーロッパへ順に伝播していった。サトウキビは栽培に日照と水を必要とするために、ヨーロッパ諸国は栽培に適したカリブ海地域や南米を植民地にすると、開拓されたプランテーションで多数の奴隷を使役してサトウキビを生産させた。19世紀末になると「高級品」ではなく、一般に普及する食品となり、20世紀以降になると生産過剰から、地球規模で生産調整が行われるようになった。
砂糖の摂取量の多さは食事を原因とする疾患のリスクと相関する。国によっては肥満税や砂糖税を導入するなど、砂糖消費の削減が試みられている。

## 原料と製法

### サトウキビ

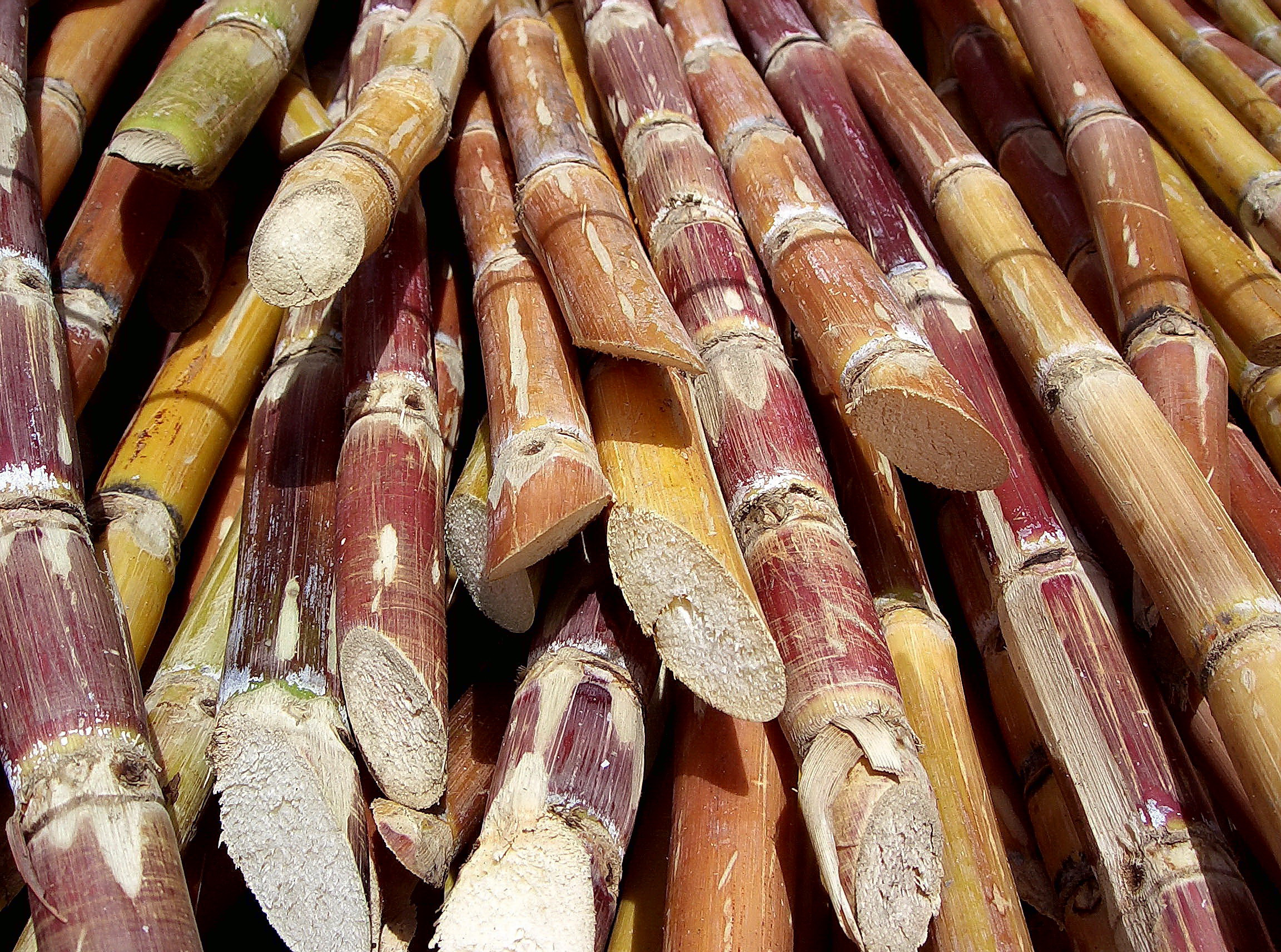
収穫後、処理過程前のサトウキビ

サトウキビとはイネ科サトウキビ属の植物である。
サトウキビの茎を細かく砕いて汁を搾り、その汁の不純物を沈殿させて、上澄み液を取り出し、煮詰めて結晶を作る。伝統的な製法では、カキ灰に含まれるカルシウム等のミネラル分が電解質となり、コロイドを凝集させる為、カキ殻を焼いて粉砕したカキ灰を沈殿助剤として加える例もある。
煮詰めてできた結晶と結晶にならなかった溶液（糖蜜）の混合物を、遠心分離機にかけて粗糖を作る。粗糖の表面を糖蜜で洗った後、さらに遠心分離機にかけて、結晶と糖蜜を分ける。その結晶を温水に溶かし、不純物を取り除き、ファインリカーにする。それを煮詰めて結晶を生じさせ、真空状態のもとで糖液を濃縮する。結晶を成長させた後、再び遠心分離機にかけて、現れた結晶が砂糖となる。
光合成において飽和点が高いため、他の植物よりも多く糖質を生産できる。

### テンサイ（サトウダイコン）

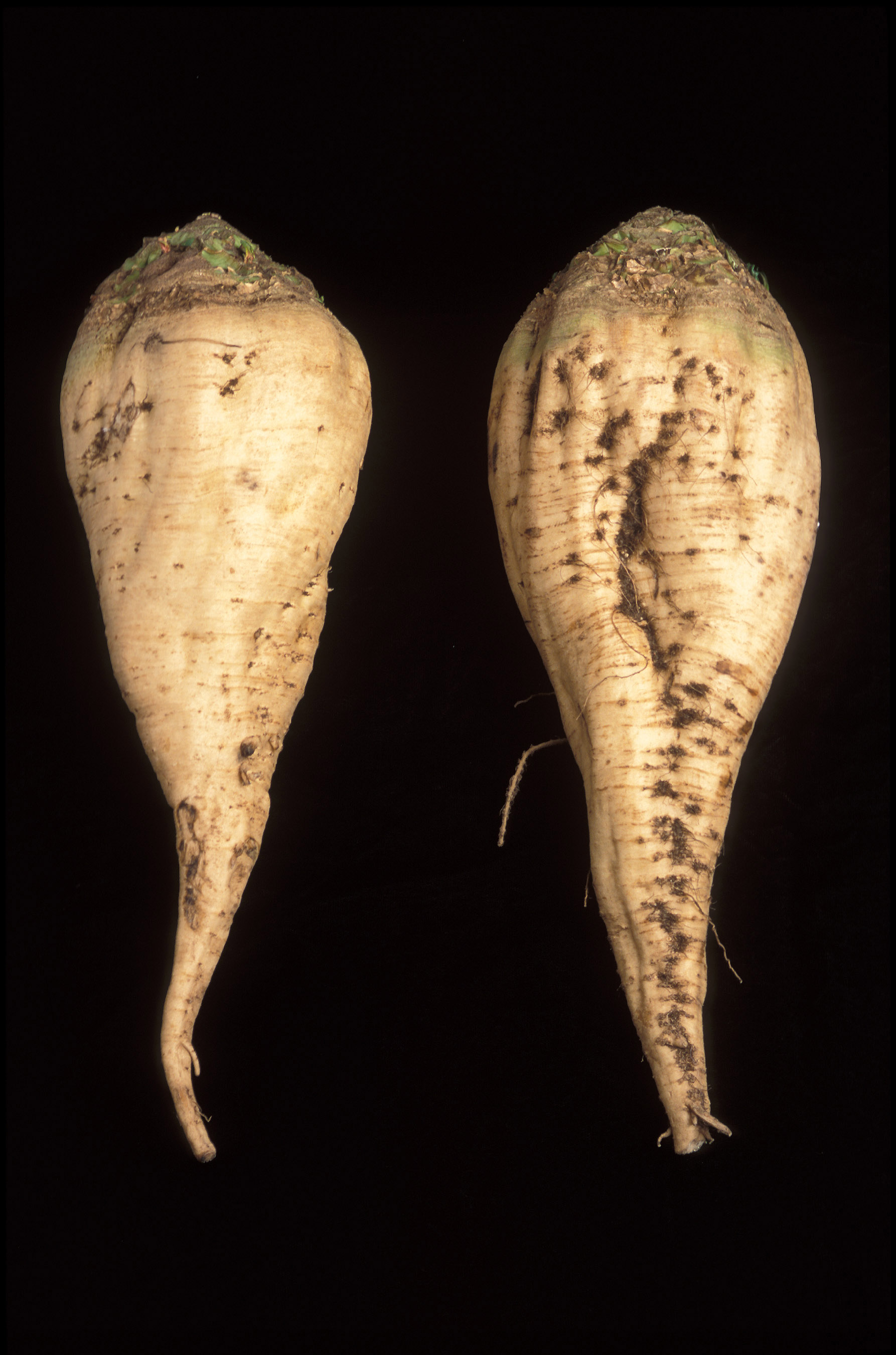
テンサイの根部

テンサイの根を千切りにし、温水に浸して糖分を溶け出させて、その糖液を煮詰め、濾過して不純物を取り除く。真空状態のもとで糖液を濃縮し、結晶を成長させた後、遠心分離機にかけて現れた結晶が砂糖である。
砂糖の原料となりうるテンサイのベータブルガロシド(betavulgaroside)類には小腸でのグルコースの吸収抑制等による血糖値上昇抑制活性が認められた（詳細はサポニンを参照のこと）。

### サトウカエデ
サトウカエデの幹に穴を開け、そこから樹液を採集する。その樹液を煮詰めて濃縮したものがメープルシロップである。これを更に濃縮を進めて固体状になったものがメープルシュガーである。
なお、糖分がやや低いものの、日本に自生するイタヤカエデからもメープルシュガーを作ることは可能であり、終戦直後の砂糖不足の時代に東北や北海道で製造が試みられたことがあるが、商業化ベースには乗らずに終わった。

### オウギヤシ（サトウヤシ）
オウギヤシは東南アジアからインド東部にかけて栽培されている。樹液からパームシュガー（椰子砂糖）が作られる。また、それを発酵させて酒を作る。

### スイートソルガム（サトウモロコシ）
モロコシ属のうち、糖分を多く含むものの総称で、アメリカ合衆国を中心に栽培されている。煮詰めてソルガムシュガー（ロゾク糖）をつくることもできるが、グルコースやフラクトースを多く含むため結晶化させにくく、結晶糖の収量としてはサトウキビやテンサイに劣るため、シロップの原料として使用されることが多い。バイオエタノールの原料としても多く利用されている。
搾りかすなど副生成物の年間排出量は世界中で約1億トン以上で、製糖工場自身の燃料として利用されるだけでなく、石灰分を多く含むため、製鉄、化学工業、大気汚染防止のための排煙脱硫材、上下水の浄化、河川海域の水質底質の改善、農業用の土壌改良材として使われる。搾りかすの一部は堆肥として農地に還元されるほか、キクラゲの菌床栽培の培地原料としても利用される。テンサイ（ビート）の搾り粕は牛の飼料として、サトウキビの搾りかす（バガス）は紙の原料としても使われる。

## 歴史

### 原産地と語源
サトウキビの原産地は、南太平洋の島々で、そこから東南アジアを経て、インドに伝わったとされるが、「インド原産」という説も強い。砂糖の歴史は古く、約2500年前に東インドでサトウキビの搾り汁を煮詰めて砂糖をつくる方法が発明されたと考えられている。例えば、カウティリヤにより紀元前4世紀後半に書かれたとされるサンスクリットで書かれた古典「アルタシャーストラ」（「実利論」）には、純度が一番低いグダ、キャンディの語源とされるカンダ、純度が最も高いサルカラ (SarkaraあるいはSarkkara) の3種類の砂糖の説明が記載されている。サルカラは英語の「Sugar」やフランス語の「Sucre」の語源になった。
また、パタンジャリが紀元前400～200年の間に書いたと推定されるサンスクリット文法の解説書「マハーバーシャ」には、砂糖を加えたライスプディングや発酵飲料の作り方が記載されている。砂糖は病気による衰弱や疲労の回復に効果があるとされ、薬としても用いられた。当時は「インドの塩」と呼ばれ、塩と関連づけられていた。
ダレイオス1世はインド遠征の際にサトウキビをペルシアに持ち帰り、国家機密として輸出と栽培を独占した。その後サトウキビは戦乱とともに黒海方面やペルシャ湾岸、中東一帯に広がっていった。フェニキア人や古代エジプト人は砂糖を香辛料や生薬として扱った。中国での砂糖製造の歴史は古く主に広東地方で行われていた。唐代の本草学者、蘇敬の『博物誌』には「太宗は砂糖の製造技術を学ぶため、リュー（インド）、とくにモキト（ベンガル）に職人を派遣した」と記述されている。
古代ギリシャのテオフラストスは『植物学概論』で「葦から採れる蜜」について書き留めている。そしてアレクサンドロス3世がインドに遠征した。また、帝政ローマ時代のギリシア人医師ディオスコリデスは砂糖をサッカロン(saccharon)と呼び、考察を行った。プリニウスやストラボン以後のローマ時代の学者はこれに倣った。

### プランテーションの成立

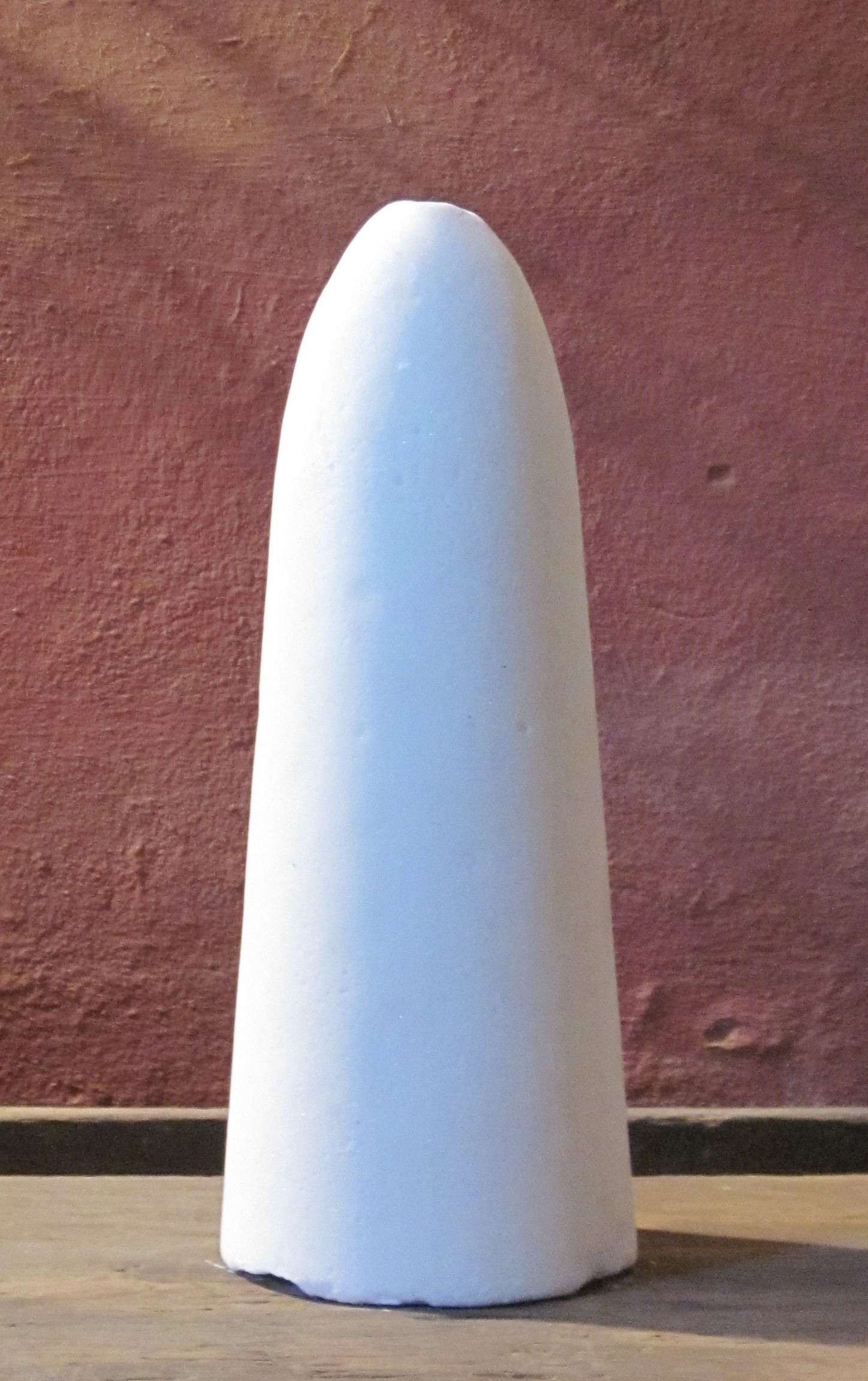
記録によれば12世紀ごろのヨルダンからヨーロッパに派生した輸送状態の円錐形精製砂糖 シュガーローフ（棒砂糖）。購入者は刃先の付いたニッパー（シュガーニップス）で切りながら消費した。

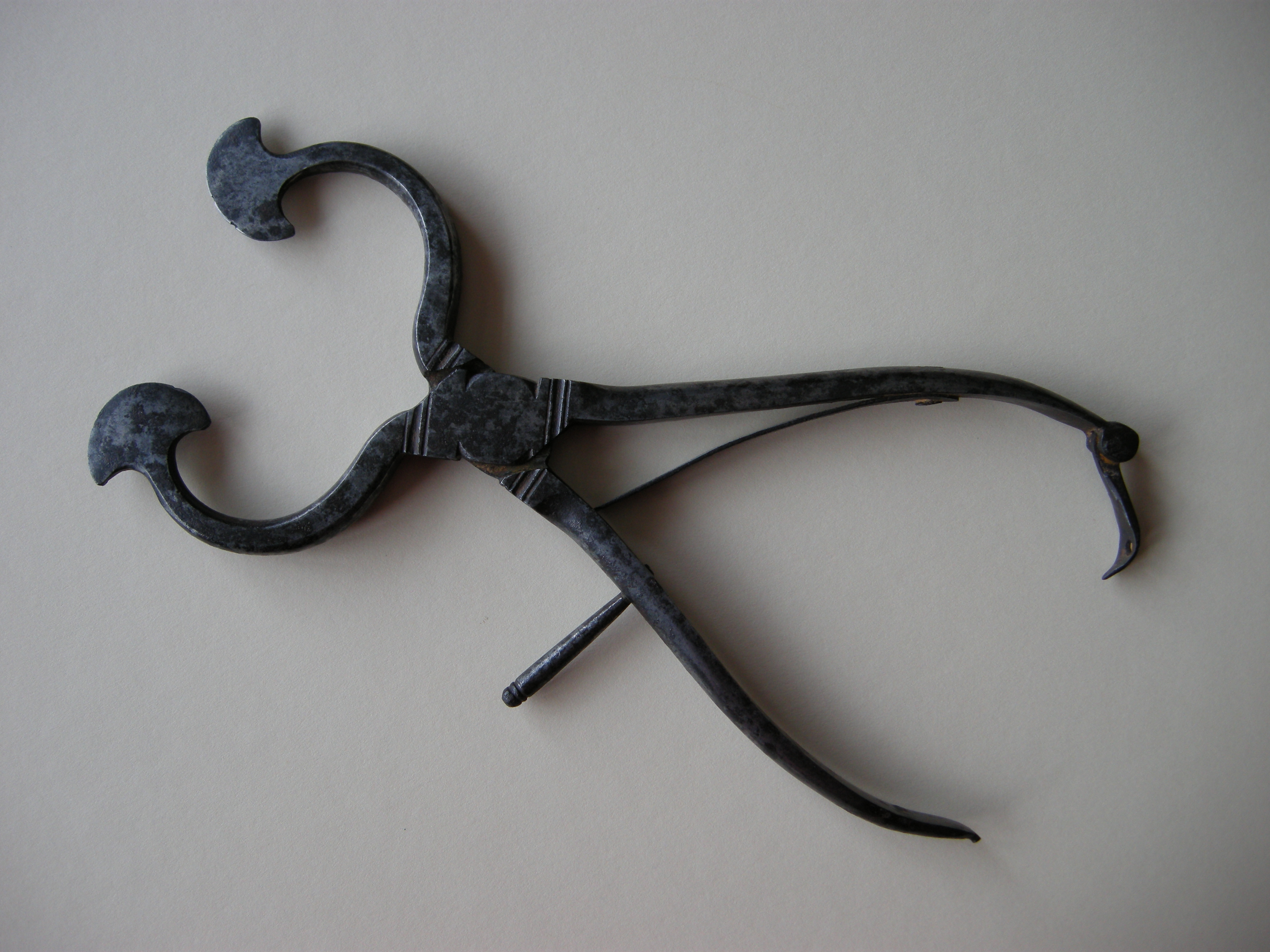
シュガーニップス

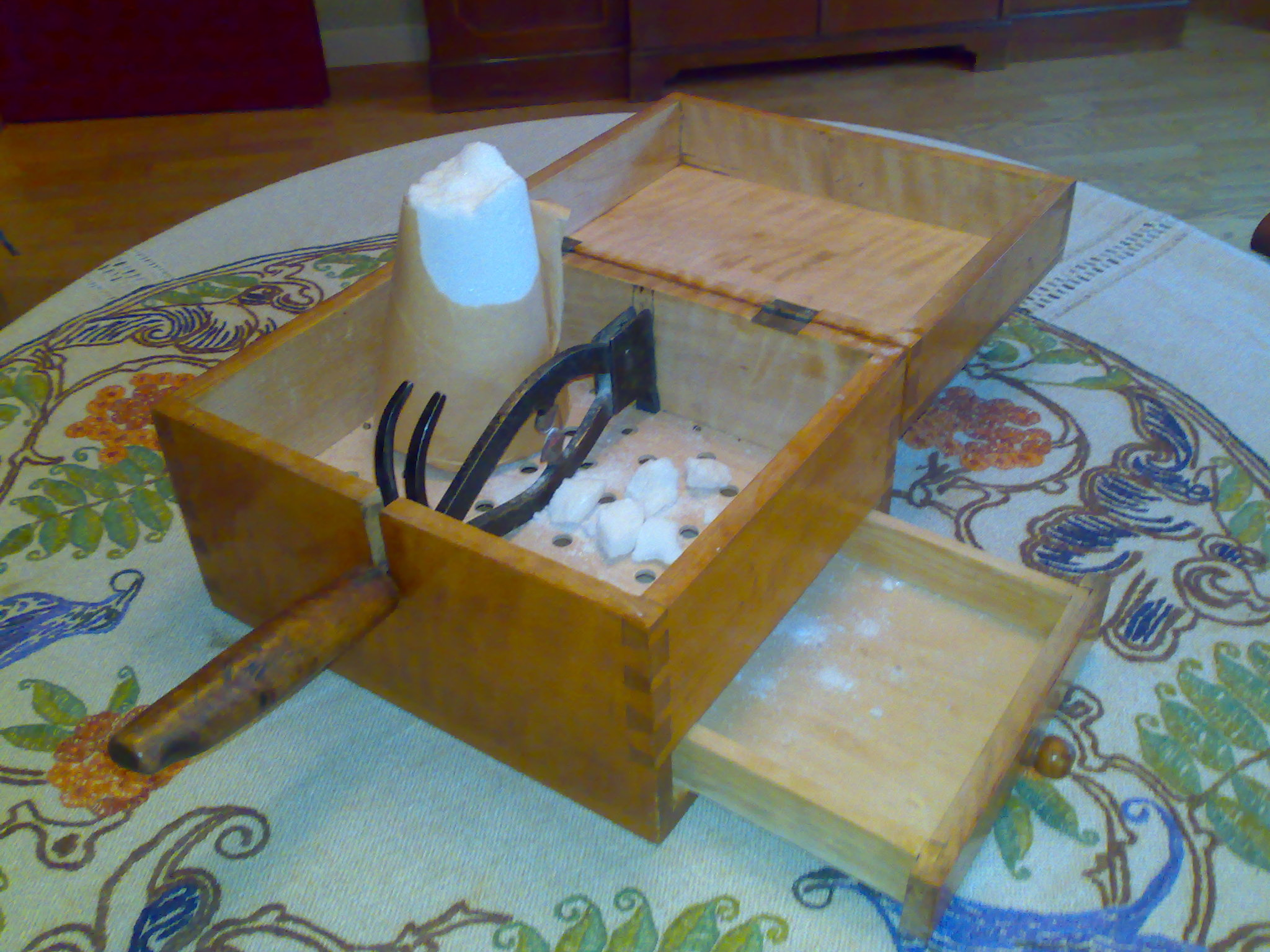
スウェーデンのシュガーローフボックス

966年ヴェネツィア共和国が中東から来る砂糖を貨物集散所に通して流通させる仕組みをつくった。11世紀末に十字軍がサトウキビをキプロスに持ち帰った。まず14世紀にはシチリアで、ついで15世紀初頭にはバレンシア地方へ栽培法が伝播し、地中海周辺が砂糖の生産地となった。
しかし、この15世紀からは大西洋の探検が少しずつ始まり、スペインがカナリア諸島で、ポルトガルがマデイラ諸島とアゾレス諸島でそれぞれサトウキビ栽培を始めた。この島々からの砂糖は1460年代にはヨーロッパへ輸出されており、シチリアやバレンシアでの砂糖生産は競争に敗れて衰退した。
新大陸の発見によって、まず最初に砂糖の大生産地となったのはブラジルの北東部（ノルデステ）だった。1530年代にサトウキビ栽培が始まり、1630年にレシフェを中心とする地方がオランダ領となると、さらに生産が促進された。しかし1654年にブラジル北東部が再びポルトガル領となると、サトウキビ生産者たちは技術を持ったまま、カリブ海のイギリスやフランス領に移民し、1650年代からはカリブ海域において大規模な砂糖プランテーションが相次いで開発され、この地方が砂糖生産の中心地となった。

### 19世紀
一方、1747年にドイツの化学者アンドレアス・マルクグラーフ（Andreas Sigismund Marggraf）がテンサイから砂糖と同じ成分をとりだすことに成功した。1806年から1813年の大陸封鎖による影響で、イギリスからヨーロッパ大陸へ砂糖が供給されなくなった。そのためにナポレオンが砂糖の自給自足を目的としてテンサイに注目し、フランスやドイツを始めヨーロッパ各地に甜菜糖業の大規模生産が広まり製糖業が発達した。ナポレオン戦争後砂糖の供給が元に戻ってもテンサイの増産は続いた。

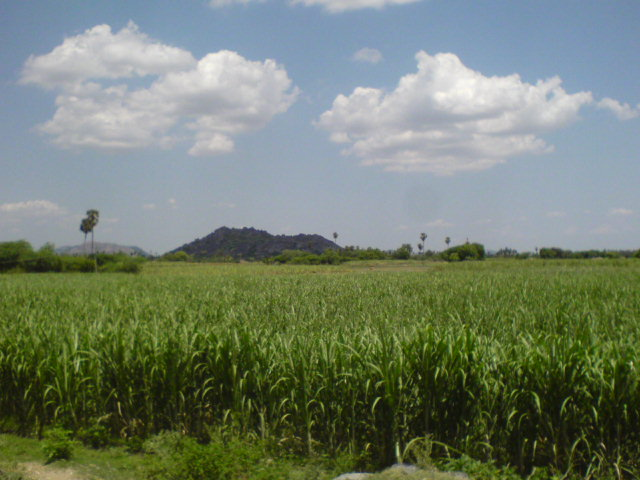
インドのサトウキビプランテーション
インドの砂糖生産量は世界でもトップクラスだが、中国のように国内だけで消費され、輸出されることはほとんど無い

その一方で、サトウキビからの砂糖生産も増加の一途をたどった。19世紀にはいると、イギリスはインド洋のモーリシャスや南太平洋のフィジーにもサトウキビを導入し、プランテーションを建設した。すでに奴隷制はイギリスでは廃止されていたため、ここでの主な労働力は同じイギリス領のインドから呼ばれたインド人であった。そのため、現在でもこの両国においてはインド系住民が多い。やがてオーストラリアのクイーンズランド州でも生産するようになる。
19世紀末の国際価格低落による砂糖消費の増加は非アルコール飲料の消費増加と軌を一にしている。砂糖入り飲料（イギリスでは砂糖入り紅茶、ヨーロッパ大陸では砂糖入りコーヒー）とパンの組み合わせが庶民の安く手軽な朝食として取り入れられ、一般的なものとなっていったのである。

## 日本における砂糖の歴史

### 純然たる舶来品
日本には奈良時代に鑑真によって伝えられたとされている。唐において精糖技術が伝播する以前は、砂糖はシロップ状の糖蜜の形で使用されていた。唐の太宗の時代に西方から精糖技術が伝来すると、持ち運びが簡便になった。当初は輸入でしかもたらされない貴重品であり医薬品として扱われていた。
平安時代後期には本草和名に見られるようにある程度製糖の知識も普及し、お菓子や贈答品の一種として扱われた。室町時代には幾つもの文献に砂糖羊羹、砂糖饅頭、砂糖飴、砂糖餅といった砂糖を使った和菓子が見られるようになってくる。名に「砂糖」と付くことからも、調味料としての砂糖は当時としては珍しい物だということがわかる。狂言『附子』の中でも珍重されている。

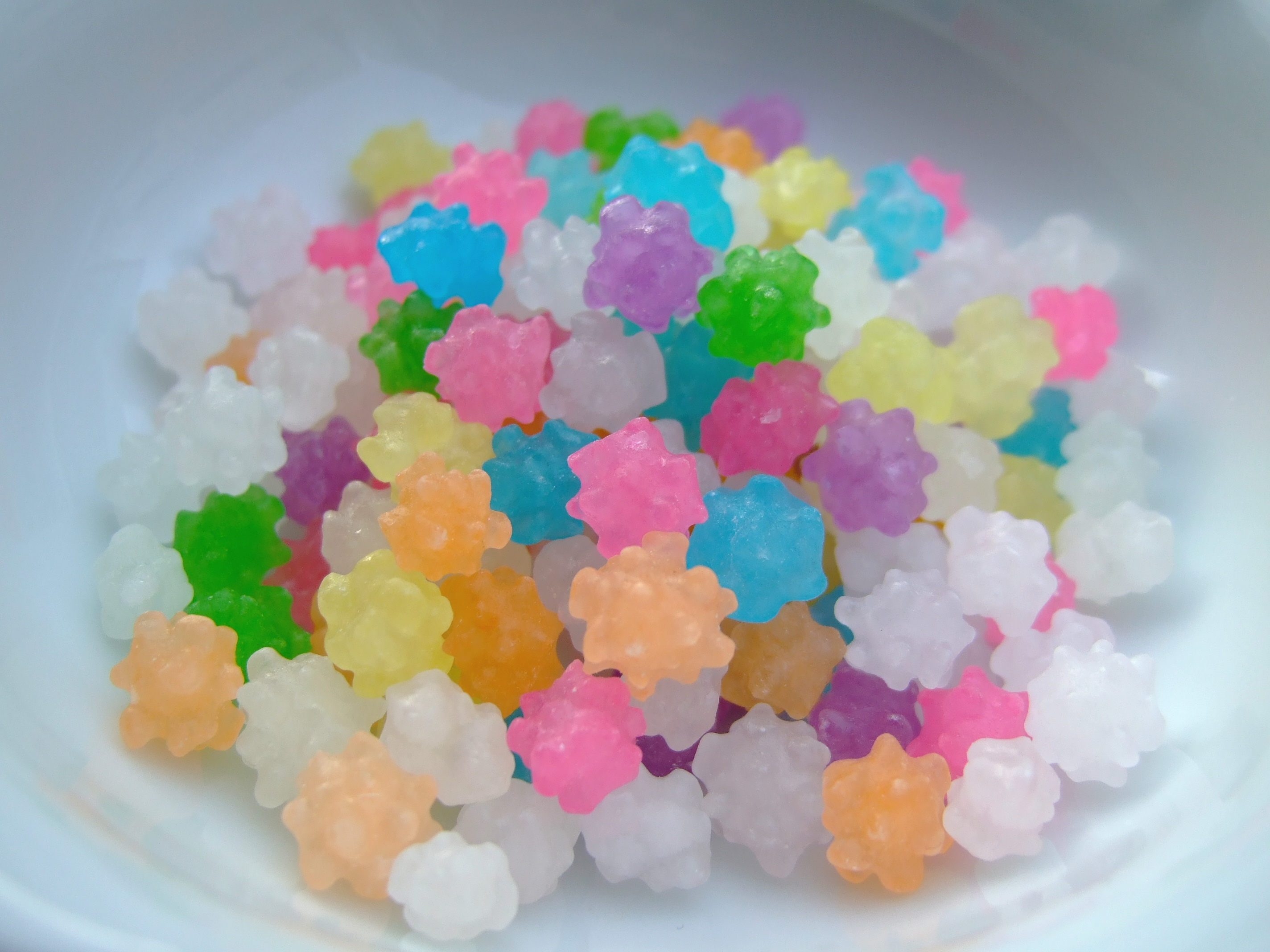
金平糖。戦国時代に宣教師によって持ち込まれた砂糖菓子のひとつである

やがて戦国時代に南蛮貿易が開始されると宣教師たちによって金平糖がもちこまれ、さらにアジアから砂糖の輸入がさかんになり、徐々に砂糖の消費量は増大していった。1580年（天正8年）に土佐国（高知県）の戦国大名であった長宗我部元親は、織田信長家臣の明智光秀を介して、信長に鷹狩用の鷹16羽と同時に砂糖3000斤（約1,800㎏）を贈っている（『信長公記』）。

### 国産化の試み
江戸時代初期、薩摩藩支配下の琉球王国では、1623年に儀間真常が部下を明の福州に派遣して、サトウキビの栽培と黒糖の生産法を学ばせた。帰国した部下から得た知識を元に砂糖生産を奨励し、やがて琉球の特産品となった。
江戸時代には海外からの主要な輸入品のひとつに砂糖があげられるようになり、オランダや中国の貿易船がバラスト代わりの底荷として大量の砂糖を出島に持ち込んだ。このころ日本からは大量の金・銀が産出されており、その経済力をバックに砂糖は高値で輸入され、大量の砂糖供給は、砂糖を使った和菓子の発達をもたらした。
しかし17世紀後半には金銀は枯渇し、金銀流出の原因のひとつとなっていた砂糖輸入を減らすために、江戸幕府の将軍徳川吉宗が琉球からサトウキビをとりよせて江戸城内で栽培させ、サトウキビの栽培を奨励して砂糖の国産化をもくろんだ。また、殖産興業を目指す各藩も価格の高い砂糖に着目し、自領内で栽培を奨励した。
特に高松藩主松平頼恭がサトウキビ栽培を奨励し、天保期には国産白砂糖流通量の6割を占めるまでになった。また、高松藩はこのころ和三盆の開発に成功し、高級砂糖として現在でも製造されている。こうした動きによって19世紀にはいると砂糖のかなりは日本国内でまかなえるようになった。
天保元年から3年（1830年から1832年）には、大坂での取引量は輸入糖430万斤と国産糖2320万斤、あわせて2750万斤（1万6500トン）となり、さらに幕末の慶応元年（1865年）にはその2倍となっていた。
一方、このころ大坂の儒者である中井履軒は、著書『老婆心』の中で砂糖の害を述べ、砂糖亡国論を唱えた。また江戸幕府も文政元年（1818年）に、サトウキビの作付け制限を布告したが、実効は上がらず砂糖生産は増え続けた。江戸時代、砂糖の流通は砂糖問屋が行っていたが、幕府崩壊とともに独占体制が崩れ、明治時代には自由な流通が行われることとなった。

### 明治時代初期、鹿児島県徳之島における砂糖製造

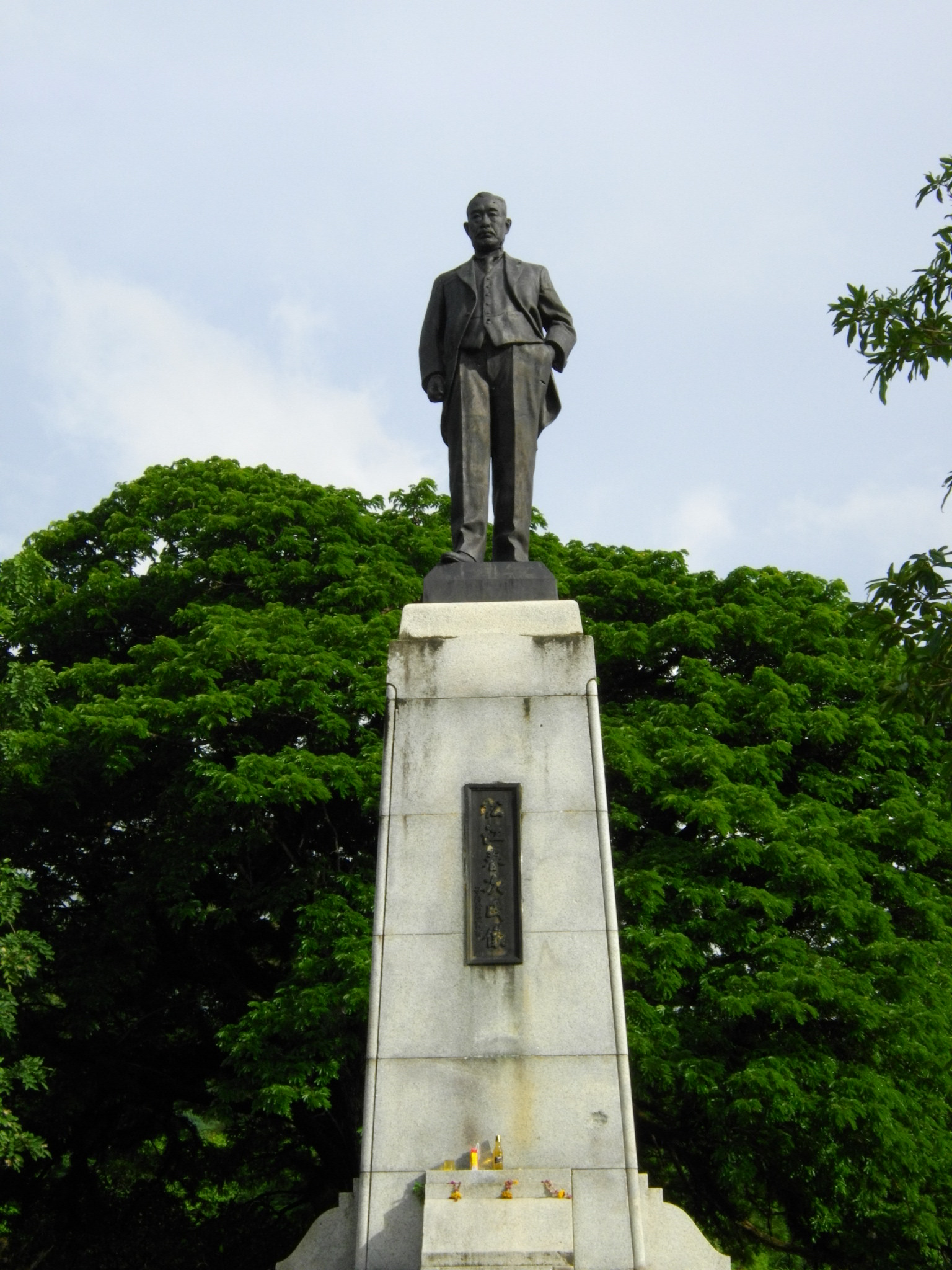
サイパン島の砂糖王公園に現存する松江春次像

明治時代初期、鹿児島県徳之島における砂糖製造は下の図に示す手順で行われた。

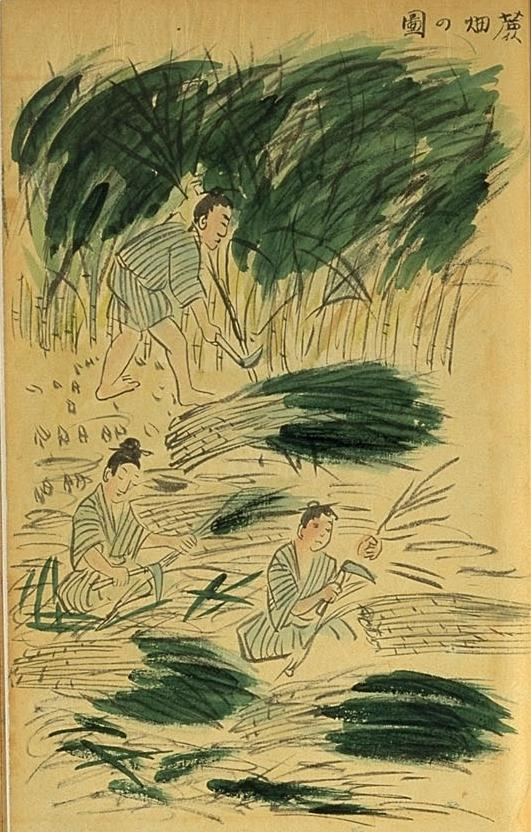
サトウキビを刈り取る
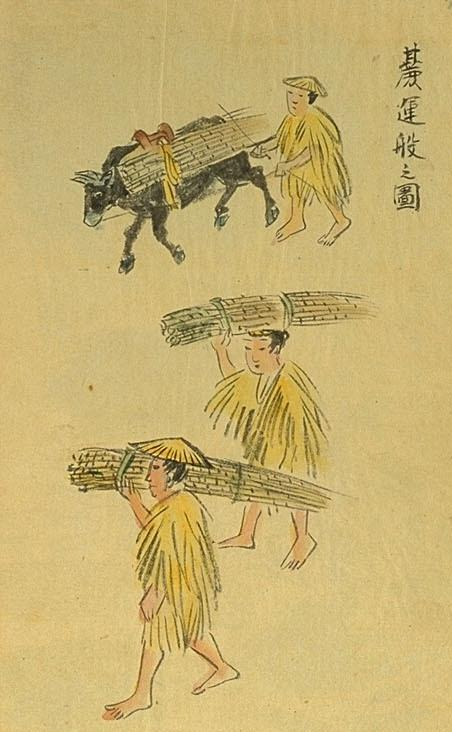
牛や人力で運ぶ
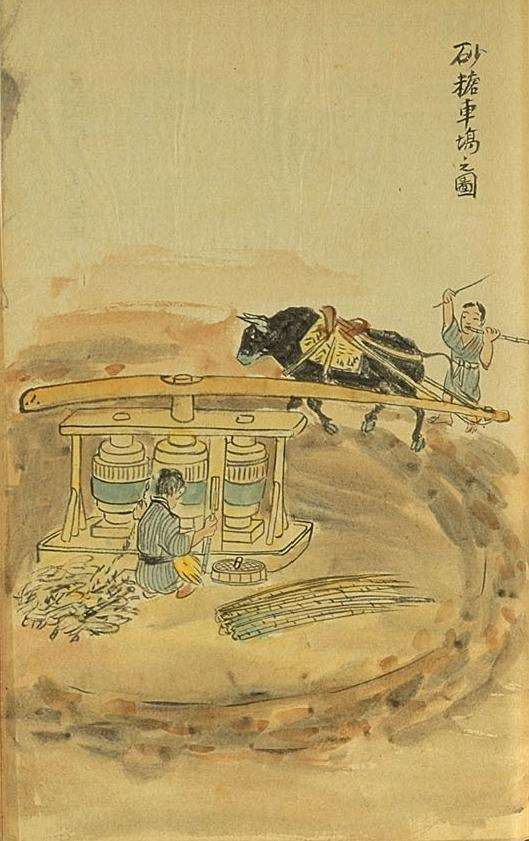
専用の圧搾機「砂糖車」で汁を搾る
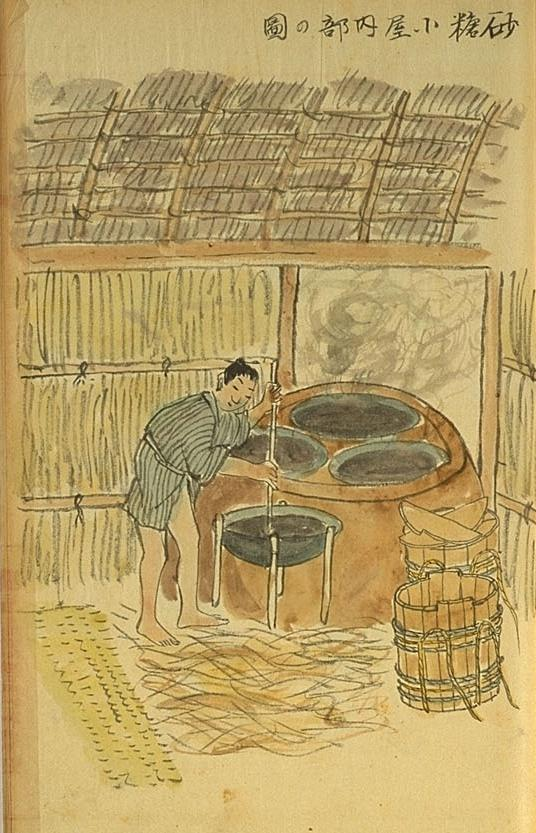
3つの釜に分けて煮立て、黒糖に加工する
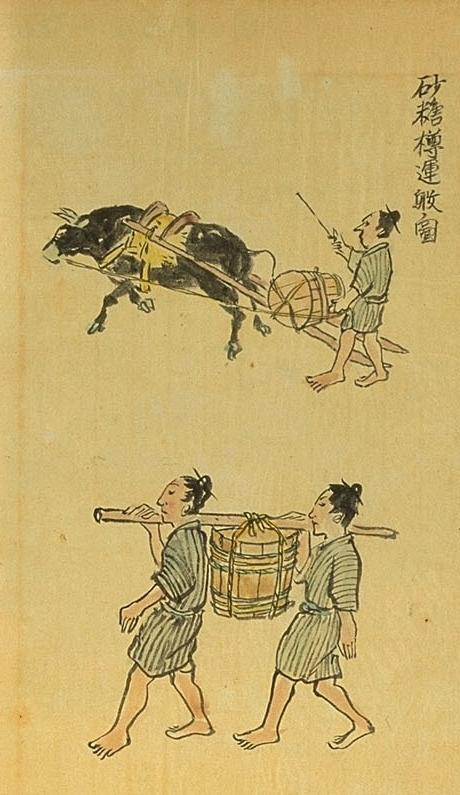
樽に詰めて出荷する

### 明治から第二次大戦中
日清戦争の結果として台湾が日本領となると、台湾総督府は糖業を中心とした開発を行った。また第一次世界大戦の結果、日本の委任統治領となった南洋諸島のうち、マリアナ諸島のサイパン島、テニアン島、ロタ島でも南洋興発による大規模なサトウキビ栽培が始まった。これにともなって日本には大量の砂糖が供給されることとなったが、沖縄を除く日本本土ではサトウキビの生産が衰退した。しかし台湾や南洋諸島での増産によって生産量は増大しつづけ、昭和に入ると砂糖の自給をほぼ達成した。一方、北海道においては明治初期にテンサイの生産が試みられたが一度失敗し、昭和期に入ってやっと商業ベースに乗るようになった。
この砂糖生産の拡大と生活水準の向上によって砂糖の消費量も増大し、1939年には一人当たり砂糖消費量が16.28kgと戦前の最高値に達し、2010年の消費量（16.4kg）とほぼ変わらないところまで消費が伸びていた。
戦時色が強くなった1939年には公定価格の設定対象になり、増税の上で卸売価格と小売価格が凍結された。
また、1940年に生活物資の配給制が導入されると、砂糖はマッチとならんでいち早く対象となった。その後、第二次世界大戦の戦況の悪化にともない、砂糖の消費量は激減した。

### 戦後
1945年の敗戦によって、砂糖生産の中心地であった奄美、沖縄（後に本土復帰）、台湾、南洋諸島を失ったことで、砂糖の生産流通は一時大打撃を受け、1946年の一人あたり消費量は0.20kgまで落ち込んだ。その後1952年に、砂糖の配給が終了して生産が復活し、日本の経済復興とともに再び潤沢に砂糖が供給されるようになった。

## 生産と消費

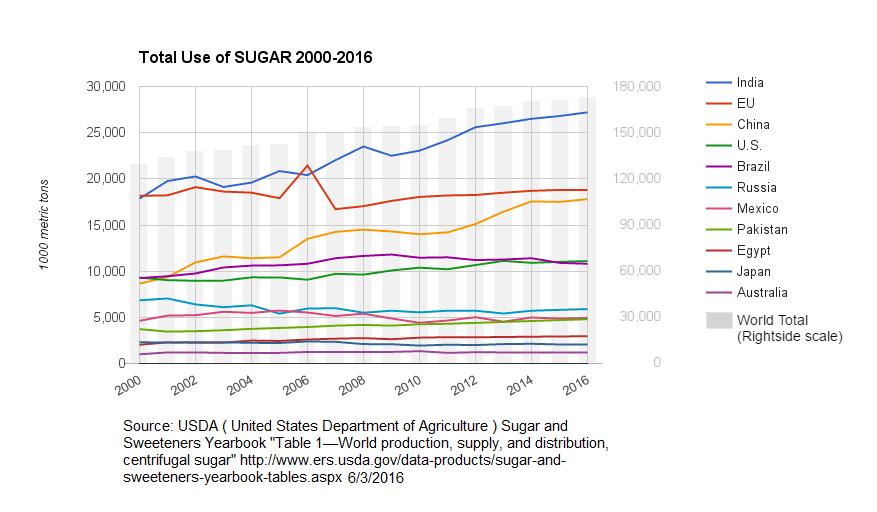
砂糖主要消費国の年間消費量推移2000-2016。単位は千トン。世界総生産量は右側の目盛。

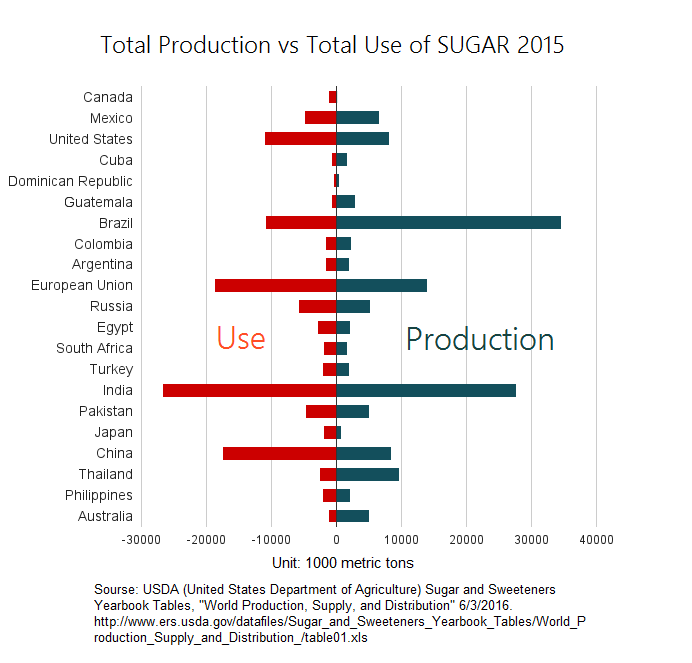
主要生産国と主要消費国における砂糖生産と消費の比較。2015年。単位は千トン。(輸出入比較ではない)

| 順位 | 国               | 生産量 (百万トン) |
| ---- | ---------------- | ----------------- |
| 01   | ブラジル         | 24,8              |
| 02   | インド           | 22,1              |
| 03   | 中国             | 11,1              |
| 04   | アメリカ合衆国   | 8,0               |
| 05   | タイ             | 7,3               |
| 06   | オーストラリア   | 5,4               |
| 07   | メキシコ         | 4,9               |
| 08   | フランス         | 4,4               |
| 09   | ドイツ           | 4,2               |
| 10   | パキスタン       | 4,0               |
| 11   | キューバ         | 3,8               |
| 12   | 南アフリカ共和国 | 2,6               |
| 13   | コロンビア       | 2,6               |
| 14   | フィリピン       | 2,1               |
| 15   | インドネシア     | 2,1               |
| 16   | ポーランド       | 2,0               |

### 世界
砂糖の生産量は増加しており、1980年代には年1億トン前後であったものが2000年代には年1.4-1.5億トン程度になっている。全生産量のうち約30%が貿易で取引される。生産量の内訳は、サトウキビによるものが約70%、テンサイによるものが約30%である。サトウキビからの砂糖の主要生産国は、ブラジル・インド・中国であるが、ブラジルは中国の約3倍の生産量、インドは中国の約2倍の生産量である。テンサイからの砂糖の主要生産国は、EU各国（ドイツ・フランス他）、アメリカ合衆国、ロシアである。
一方、輸出国は主要生産国とは異なっている。これは、主要生産国のかなりが生産量は多いものの国内需要を満たすことができないことによる。世界最大の輸出国はブラジルであり、2008年には2025万トン、世界の総輸出量の59.6%を占め、圧倒的なシェアを持っている。次いでタイが510万トン(15.0%)、オーストラリアが389万トン(11.5%)、グアテマラが159万トン(4.7%)、南アフリカが80万トン(2.4%)と続く。
砂糖はさまざまな工業製品の原料として利用されている。オリゴ糖やパラチノース、食品添加物（乳化剤）のショ糖脂肪酸エステルは砂糖を原料として製造されており、着色料としてのカラメルも砂糖を原料とする。また、ポリウレタンやポリエステル、プラスチックの原料としても利用されている。近年では石油に代わる燃料としてバイオエタノールが注目された。そこでサトウキビやテンサイがバイオエタノールの製造に多く使用された。糖分を多く含む可食部分を醸造原料に使う限りエタノールは食料と競合するため、2007年-2008年の世界食料価格危機の主因となった。なお、バイオエタノール製造に不可欠なのは糖分であって、サトウキビやテンサイ由来でなくてもよい。

### 日本
砂糖の日本国内消費・生産は、1995-2004年度の10年間平均値（1995年10月-2005年9月）では、国内総需要は年230万トン（国産36%：輸入64%）、国産量は年83万トン（テンサイ約80%：サトウキビ約20%）である。年毎の動向を見ると、総消費量は、1985年には一人当たり21.9kgだったものが、2010年には16.4kgと大きく減少してきたが、ここ数年は下げ止まっている状態である。
日本で販売されている砂糖は、賞味期限が記載されていない。理由は食品衛生法やJAS法で、砂糖は長期保存可能食品のため、表記を免除されているからである。一部のメーカーでは、代表的な長期保存の可能な食品である缶詰の賞味期限に倣う形で、製造後3年に設定していたことがあった。長い賞味期限は在庫を膨張させている。
南北に長い日本列島は、サトウキビの栽培に適した亜熱帯とテンサイ栽培に適した冷帯の両方が存在する。国産量は微増傾向にあるが、それはテンサイ糖の増加によるもので、サトウキビ糖は微減傾向にある。サトウキビの生産地は沖縄県や鹿児島県で、戦前は他に台湾とマリアナ諸島で砂糖が大量に生産されていた。テンサイの生産地は北海道である。
日本の砂糖輸入は、タイ王国が約4割、オーストラリアが約4割、南アフリカが約1割をそれぞれ占め、この3カ国で9割以上の輸入をまかなっている。

主要国の2014年国民1人1日当りの砂糖消費量（g）は以下のようである。日本は先進国の中では、非常に少ない方である。
| ブラジル       | 172g |  |
| オーストラリア | 167g |  |
| ドイツ         | 127g |  |
| アルゼンチン   | 125g |  |
| オランダ       | 120g |  |
| ロシア         | 116g |  |
| タイ           | 114g |  |
| メキシコ       | 109g |  |
| フランス       | 107g |  |
| エジプト       | 100g |  |
| 英国           | 93g  |  |
| 米国           | 89g  |  |
| インド         | 55g  |  |
| 日本           | 45g  |  |
| 中国           | 31g  |  |

## 種類
| 呼称 | 呼称   | 呼称           | 呼称     | 呼称      | 糖種         | ショ糖 % | 転化糖 % | 灰分 %  | 水分 %  |
| ---- | ------ | -------------- | -------- | --------- | ------------ | -------- | -------- | ------- | ------- |
| 砂糖 | 分蜜糖 |                |          |           |              |          |          |         |         |
| 砂糖 | 分蜜糖 | 原料糖（粗糖） | 精製糖   | ザラメ糖  |              |          |          |         |         |
| 砂糖 | 分蜜糖 | 原料糖（粗糖） | 精製糖   | ザラメ糖  | グラニュー糖 | 99.95    | 0.01 >   | 0.01 >  | 0.01 >  |
| 砂糖 | 分蜜糖 | 原料糖（粗糖） | 精製糖   | ザラメ糖  | 白双糖       | 99.95    | 0.01 >   | 0.01 >  | 0.02    |
| 砂糖 | 分蜜糖 | 原料糖（粗糖） | 精製糖   | ザラメ糖  | 中双糖       | 99.70    | 0.05     | 0.03    | 0.03    |
| 砂糖 | 分蜜糖 | 原料糖（粗糖） | 精製糖   | 車糖      |              |          |          |         |         |
| 砂糖 | 分蜜糖 | 原料糖（粗糖） | 精製糖   | 上白糖    | 97.80        | 1.30     | 0.02     | 0.80    |         |
| 砂糖 | 分蜜糖 | 原料糖（粗糖） | 精製糖   | 中白糖    | 95.70        | 1.90     | 0.10     | 1.60    |         |
| 砂糖 | 分蜜糖 | 原料糖（粗糖） | 精製糖   | 三温糖    | 95.40        | 2.10     | 0.40     | 1.60    |         |
| 砂糖 | 分蜜糖 | 原料糖（粗糖） | 精製糖   | 液糖      |              |          |          |         |         |
| 砂糖 | 分蜜糖 | 原料糖（粗糖） | 精製糖   | ショ糖型  | 67.00        | 0.20     | 0.01     | 32.00   |         |
| 砂糖 | 分蜜糖 | 原料糖（粗糖） | 精製糖   | 50%転化型 | 37.50        | 37.50    | 0.01     | 25.0    |         |
| 砂糖 | 分蜜糖 | 原料糖（粗糖） | 加工糖   |           |              |          |          |         |         |
| 砂糖 | 分蜜糖 | 原料糖（粗糖） | 角砂糖   | 99.80     | 0.01         | 0.01 >   | 0.15     |         |         |
| 砂糖 | 分蜜糖 | 原料糖（粗糖） | 氷砂糖   | 99.80     | 0.06         | 0.01     | 0.06     |         |         |
| 砂糖 | 分蜜糖 | 原料糖（粗糖） | 粉砂糖   | 99.80     | 0.02         | 0.01     | 0.02     |         |         |
| 砂糖 | 分蜜糖 | 原料糖（粗糖） | 顆粒状糖 | 99.80     | 0.01         | 0.02     | 0.02     |         |         |
| 砂糖 | 分蜜糖 | 原料糖         | 原料糖   | 原料糖    | 原料糖       | 97.70    | 0.70     | 0.45    | 0.50    |
| 砂糖 | 分蜜糖 | 耕地白糖       | 耕地白糖 | 耕地白糖  | 耕地白糖     |          |          |         |         |
| 砂糖 | 含蜜糖 | 含蜜糖         | 含蜜糖   | 含蜜糖    | 黒砂糖       | 75-86    | 2.0-7.0  | 1.3-1.6 | 5.0-8.0 |

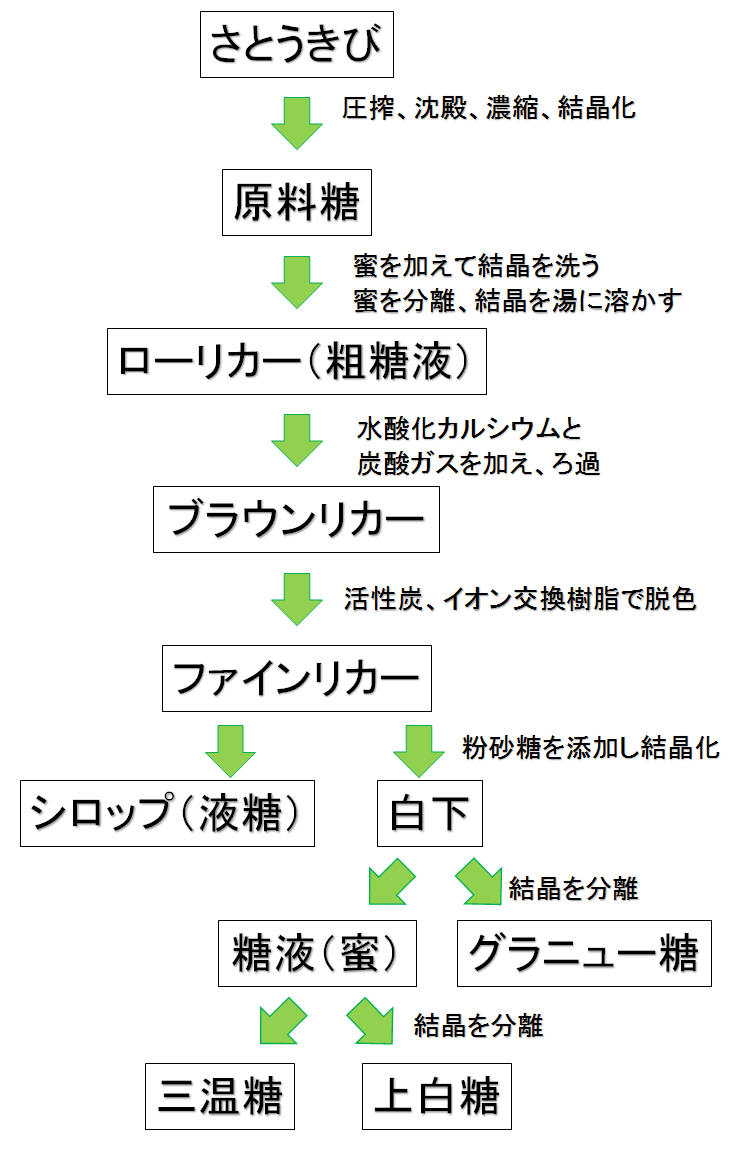
砂糖の製造工程

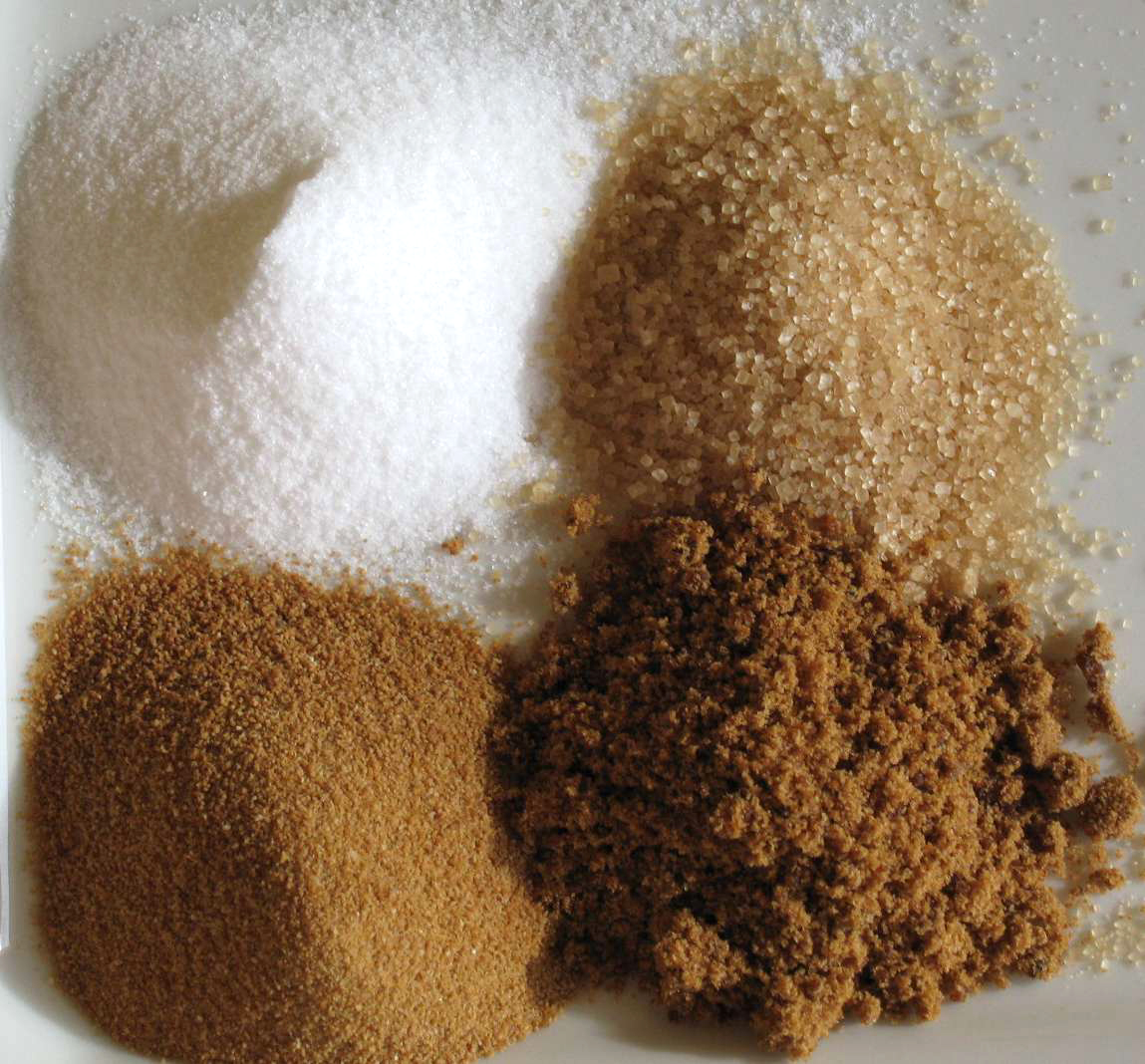
様々な種類の砂糖。

※ 三木健(1994)、「砂糖の種類と特性」より引用し改変
砂糖は、製造法によって(A)含蜜糖と(B)分蜜糖とに大きく分けられる。(A)含蜜糖は糖蜜を分離せずにそのまま結晶化したもので、黒砂糖・白下糖・カソナード（赤砂糖）・和三盆・ソルガム糖、メープルシュガーがこれに当たる。糖蜜を分離していないため原料本来の風味が残るのが特徴である。ほとんどの精糖原料から作ることができるが、テンサイから砂糖を作る場合は高度な精製が必要なため、含蜜糖の製造は一般的ではない（不可能という訳ではない）。
これに対し(B)分蜜糖は、文字通り糖蜜を分離し糖分のみを精製したもので、一般的に使用される砂糖である。まず原料からある程度の精製を行い、粗糖を作成する。粗糖は精製糖の原料であり、不純物も多くそのままでは食用に適さない。このため、生産地の近くでまず一次精製を行って粗糖を作成した後、貨物船に積み、消費地の近くで二次精製を行って、商品として流通する精製糖が作られる。しかし、生産地で粗糖を経由せず直接製造する耕地白糖や、粗糖工場に精製工場を併設して産地で精製した最終製品まで製造する耕地精糖といった種類も存在する。

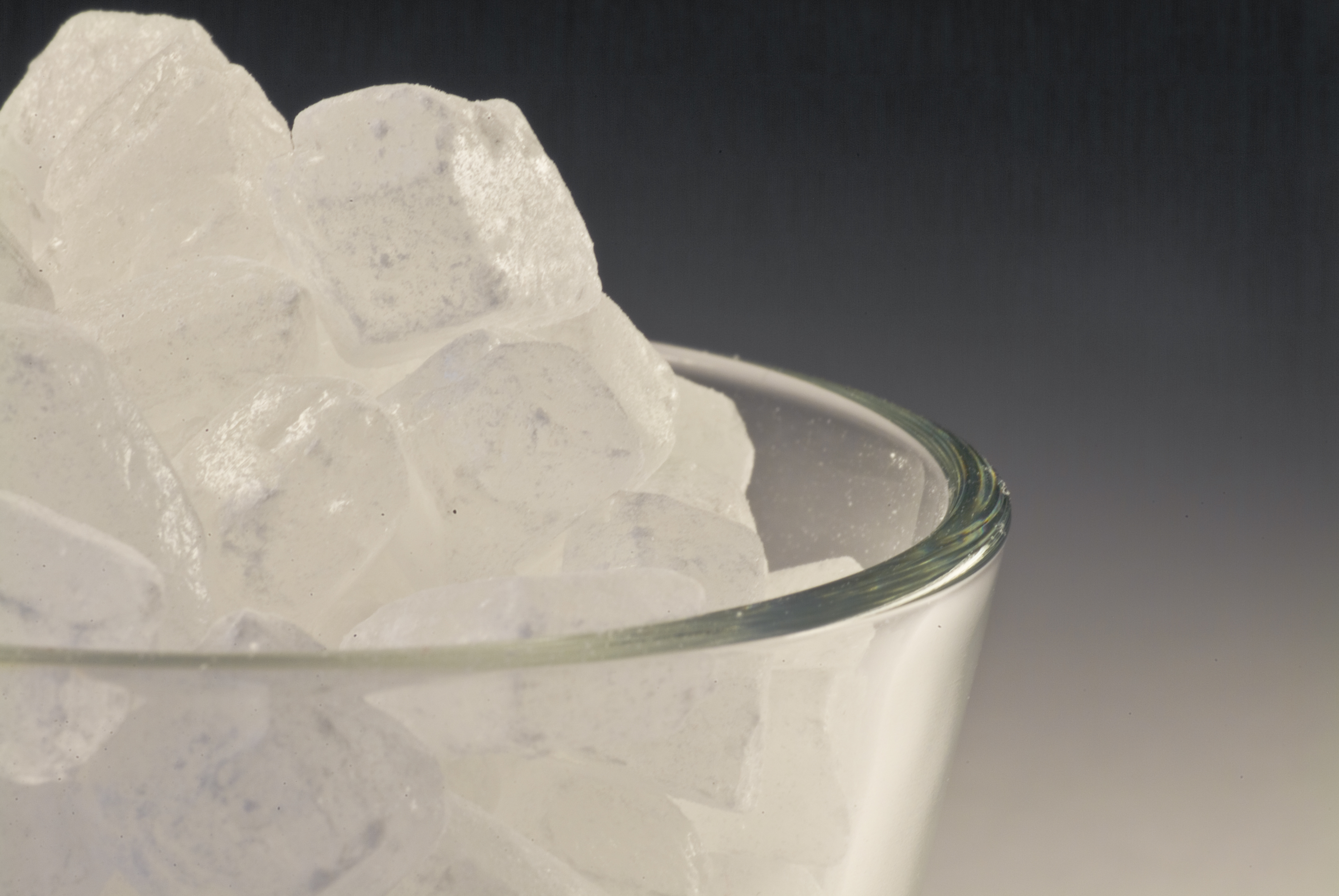
氷砂糖

精製糖は、大きくザラメ糖・車糖・加工糖・液糖の4つに分類される。ザラメ糖はハードシュガーとも呼ばれ、結晶が大きく乾いてさらさらした砂糖であり、グラニュー糖・白双糖（しろざらとう）・中双糖（ちゅうざらとう）がこれに属する。なお、一般的には白双糖と中双糖を指してザラメという。白双糖を白ザラメ、中双糖を黄ザラメともいう。一方、車糖はソフトシュガーとも呼ばれ、結晶が小さくしっとりとした手触りのある砂糖で、上白糖・三温糖がこれに属する。液糖はその名の通り、液体の砂糖である。また、ザラメ糖を原料として、角砂糖・氷砂糖・粉砂糖・顆粒状糖の加工糖が製造される。
日本においては最も一般的な砂糖は上白糖であり、日本での消費の半分以上を占めるが、上白糖は日本独自のもので、製造・消費されるのも日本であり、ヨーロッパやアメリカ合衆国では、ほとんど使われない。世界では「砂糖」といえば『グラニュー糖』を指す。
1970年代後半には、クロマトグラフィー果糖濃縮技術の出現で、異性化糖（高果糖コーンシロップ、HFCS）の大量生産を可能とした。異性化糖の消費が増加し、砂糖の消費を減少させた。

## 調理上の特性
砂糖は単に食品に甘味をつけるためだけではなく、食品にさまざまな効果を与えるためにも利用される。
- タンパク質の熱凝固抑制-卵焼きやプリンが柔らかく仕上がる
- 乾燥防止-焼き菓子の乾燥を防ぐ
- ペクチンのゲル化-果物のペクチンをゲル化させかつ水分活性を抑えることで日持ちのするジャムにする。
- デンプンの老化抑制-デンプンの老化を抑制して菓子を柔らかく保つ。
- 油脂の酸化抑制
- イースト菌の発酵促進
- 着色・着香

アミノ酸とのメイラード反応によって食品によい色と香りを与える。
- 防腐

砂糖漬け、あんこ、果実ジャム。
日本料理においては、「料理のさしすせそ」の一つに数えられ、中心的な調味料の一つとなっている。これは、醤油、塩、砂糖による組み合わせを基本とする料理が多いことによる。一方、西洋料理や中華料理においては、砂糖を大量に使う料理のほうが少ない。

## 食品に含まれる砂糖
国立健康・栄養研究所によれば、飲料に含まれる砂糖の量は、次のようである。
ヤクルト‥‥‥‥‥‥砂糖 12g
コーヒー飲料（小）‥‥砂糖 18g
サイダー缶‥‥‥‥‥砂糖 36g
炭酸飲料（コーラ）‥‥砂糖 42g
文部科学省によれば、菓子類に含まれる砂糖の量は、次のようである。
どらやき‥‥‥‥‥‥可食部100gに、砂糖38g
きんつば‥‥‥‥‥‥可食部100gに、砂糖40g
練りようかん‥‥‥‥可食部100gに、砂糖56g
シュークリーム‥‥‥可食部100gに、砂糖15g
ショートケーキ‥‥‥可食部100gに、砂糖23g
英国政府によれば、食品に含まれる砂糖の量は、次のようである。
プレーン・チョコレート‥100gに、砂糖62g
フルーツ・ヨーグルト‥‥100gに、砂糖17g
トマト・ケチャップ‥‥‥100gに、砂糖28g

## 生理的作用
砂糖の主成分はスクロース（ショ糖）である。液糖はショ糖を主成分とするショ糖型液糖と、ショ糖だけではなくブドウ糖と果糖を含む転化型液糖に分類される。ショ糖は消化の過程でブドウ糖と果糖に分解されて吸収される。

## 砂糖と健康
炭水化物はエネルギー源として重要な役割を担っており、炭水化物が直接に特定の健康障害の原因となるとの報告は、2型糖尿病を除けば、理論的にも疫学的にも乏しいとしている。
糖類についてはその過剰摂取が肥満やう歯の原因になることが知られている。加糖飲料の体重への影響を検討した報告や、糖類摂取量と糖尿病の関連についての検討も多く、それらの報告をまとめたメタアナリシスでは、小児でも成人でも加糖飲料摂取量が多いほど体重も多く、また2型糖尿病発症率も高いことが示されている。米国成人を対象にしたコホート研究では、体重増加はエネルギー摂取量の違いを介したものであったとしている。また、2型糖尿病の発症のメカニズムについてはエネルギー摂取量を介さない、別の代謝例路も関連すると考えられている。
肥満、2型糖尿病、う歯のいずれについても、それを超えると発症が増える、あるいは減るといった糖類摂取量の明確なしきい値は報告されていない。
報告されている日本人の糖類摂取量の平均値は低く、過半数の日本人では糖類摂取量が各国・組織で推奨されている値よりも低い可能性がある。日本人の食事摂取基準（2025年版）ではこれらの理由から糖類に対する目標量の設定はされなかった。
一方で、一部に糖類摂取量の非常に多い日本人も存在すること、炭水化物が多く甘味料や酒類に頼る食事は数多くのビタミン類やミネラル類の摂取不足を招きかねないと考えられており、その実態においては注意が必要である:130-132。

### フードファディズム
フードファディズムはある食品や栄養が健康や病気に与える影響を過大に評価・信奉することを指す。食品に含まれるある成分の有効性や有害性を、その含有量や摂取頻度、摂取量を無視して論じ、バランス良く適切に食べるという食生活の基本を無視するものである。白砂糖は「悪い食品」としてフードファディズムの対象となっている。一方で精製度が低い黒砂糖は「良い食品」とされる例もある。
砂糖が及ぼす悪影響として疑われている主なものは、虫歯発生をはじめとし、脂質代謝異常、心臓血管系疾患、肥満、糖尿病などの発症、癌への関与、高血圧の発現、反応性低血糖の惹起、集中力低下、成績低下、多動、非行、犯罪への関与、種々の精神的問題の原因など多様であり、カルシウムを奪い骨を弱くするという日本独自説もある。米国ではこれらの疑惑に対応するために米国食品医薬品局（FDA）は1986年に糖質系甘味料が健康に及ぼす影響を調べた文献を総合的に検討し、報告書を発表し、以下のように結論した。
- 砂糖は虫歯の発生に関与する
- その他の疑惑は、現在の消費水準及び使用法で有害であることを示す証拠はない

その後も砂糖の悪影響に関する研究の報告は出されているが、有害性を科学的信頼性をもって証明できるエビデンスはない。
FAOやWHOにおいてもしばしば議論されているが、1997年に行われた「人の栄養における炭水化物FAO/WHO合同専門家会」でもFDAと同様の見解が発表されている。
特定の食品成分の過剰摂取は悪影響が生ずる可能性はあるが、そういった問題は砂糖に限るものではない。
独立行政法人農畜産業振興機構からは、いたずらに砂糖が有害であるとする主張に対して以下のような反論が紹介されている。
砂糖のエネルギーは、他の糖質と同様に1g当たり4Kcalで特別に肥満になる要因はありません。疫学的研究でみれば、砂糖摂取と肥満は逆の相関を示しています。さらに、一国の食糧供給量における砂糖供給量の割合と肥満発生率とは何の関係もありません。」「糖質と肥満に関する最近の研究では、砂糖を含めて糖質に富む食事よりも脂肪の豊富な食事の方が太りやすいというデ－タの方が優勢です。—株式会社横浜国際バイオ研究所 代表取締役社長　橋本　仁
「日本人の食事による摂取カロリーは減り続けている。砂糖は肥満の原因ではない」「砂糖は脳に欠かせないブドウ糖をすぐ供給でき、甘味によってやる気を出す効果もある」「アルツハイマー病患者に砂糖を与えた場合と与えない場合を比較すると、砂糖を摂取したほうが記憶が大きく改善する」「砂糖の制限は『食の楽しみ』を奪う」「バランスのよい食事が大事だ」—浜松医科大学　名誉教授　高田　明和

### 認知機能への影響や依存性について
いくつかの研究は砂糖の過剰摂取が行動障害や多動性障害を引き起こすのではないかと示唆しているが、そのエビデンスの質は低い。子どもの砂糖の過剰摂取が行動障害の原因となるという主張は、科学者コミュニティでは信憑性のあるものとされていない。
甘い食品や飲料水に含まれる砂糖が中毒性物質として作用するのではないかとして砂糖依存症という仮説があるが、科学的裏付けは乏しい。研究のほとんどが動物実験によるものであり信憑性からは程遠く、薬物依存症に重要ないくつかの要素（用量の概念など）が評価されていないことが指摘されている。

### 砂糖への規制
WHO/FAOは、レポート『食事、栄養と慢性疾患の予防』(Diet, Nutrition and the Prevention of Chronic Diseases WHO/FAO 2003年)という報告書の中で、「食事中の総熱量（総カロリー）に占める糖類の摂取量を10%以下にすべきだ」と推奨している 。なお、日本人の食事摂取基準（2005年版）推定エネルギー必要量の10%を糖類をすべて砂糖に換算した場合、成人で約50—70g程度の量（3gスティックシュガーで17—23本分）に相当する。
2014年、世界保健機関は肥満と口腔の健康に関するシステマティック・レビューを元に、砂糖の摂取量をこれまでの1日あたり10%以下を目標とすることに加え、5%以下ではさらなる利点があるという砂糖のガイドラインの計画案を公開した。具体的には、砂糖の摂取量は「1日にティースプーン6杯分以内（約25g）に抑えること」としている。
2016年10月、世界保健機関は、清涼飲料水に課税することで、「同飲料水の消費を削減でき、肥満と2型糖尿病を減らし、虫歯も減らせるようになる」と発表した（肥満税も参照のこと）。
2017年3月、イギリスで、2020年までに市場から年20万トンの砂糖を減らすためにガイドラインを作成し、飲料水は砂糖への課税により、また食品では、シリアル、ヨーグルト、ビスケット、ケーキ、クロワッサン、プリン、アイス、お菓子、調味料から砂糖を減らすように推奨し、同国は「砂糖税」を導入した。
アメリカの消費者団体（Center for Science in the Public Interest）は、「消費者は、糖分を多く含む食品の摂取を控えなければならない。企業は、食品や飲料に加える糖分を減らす努力をしなければならない」と主張し、FDAへソフトドリンクの容器に健康に関する注意書きを表示し、加工食品と飲料によりよい栄養表示を義務付けるよう請求している。アメリカでは肥満対策のため、公立学校で砂糖を多く含んだ飲料を販売しないように合意されている。アメリカでは、マクドナルドやペプシコを初めとする11の大企業が、12歳以下の子供に砂糖を多く含む栄養価に乏しい食品の広告をやめることで合意している。イギリスでは2007年4月1日に砂糖を多く含む子供向け食品のコマーシャルが規制された。
2011年4月28日、アメリカ食品医薬品局 (FDA)、アメリカ疾病対策センター (CDC)、アメリカ農務省 (USDA)、連邦取引委員会 (FTC) の4機関は、肥満増加の対策として子供に販売する飲食品の指針として、加工食品1食品あたりの上限を、「飽和脂肪酸1グラム、トランス脂肪酸を0グラム、砂糖を13グラム、ナトリウムを210mg」とした。